# René Mondenx
René Mondenx, né le 24 janvier 1911 à Saint-Paul-lès-Dax et mort le 12 juin 1971 à Bergerac, est un militaire et résistant français, Compagnon de la Libération. Soldat de la Légion étrangère au début de la Seconde Guerre mondiale, il combat en Norvège puis choisit de se rallier à la France libre. Il prend alors part aux opérations en Afrique, au Proche-Orient et en Italie avant de participer à la Libération de la France. Restant dans l'armée après le conflit, il participe aux guerres d'Indochine et d'Algérie.

## Biographie

### Jeunesse et engagement
Fils d'une brodeuse et d'un père inconnu, René Mondenx naît le 24 janvier 1911 à Saint-Paul-lès-Dax, dans les Landes. Appelé sous les drapeaux en novembre 1931, il choisit de s'engager pour un service militaire long de 18 mois et est affecté au 3e régiment de zouaves. De retour dans le civil, il exerce la profession de lithographe mais décide de se réengager dans l'armée en 1937. Il est alors affecté au 1er régiment étranger.

### Seconde Guerre mondiale
Promu caporal en mars 1940, il est affecté au bataillon de marche de montagne de la 13e demi-brigade de marche des volontaires de la Légion étrangère (13e DBMLE), destinée initialement à partir combattre les soviétiques en Finlande mais qui finalement prend part à la campagne de Norvège. À l'issue de cette dernière, René Mondenx et la 13e DBMLE retournent en France et débarquent en Bretagne le 4 juin 1940 mais, face à l'avancée des troupes allemandes, réembarque pour rejoindre le Royaume-Uni. Parvenu en Grande-Bretagne, René Mondenx fait partie des légionnaires qui choisissent de suivre leurs chefs Raoul Magrin-Vernerey et Pierre Kœnig dans leur ralliement à la France libre. Le 1er juillet 1940, il signe son engagement dans les forces françaises libres et, promu sergent, prend part à l'expédition de Dakar au sein de la 14e demi-brigade de Légion étrangère, appellation donnée au groupe de légionnaire ayant choisi de suivre le général de Gaulle et qui devient en novembre 1940 la 13e demi-brigade de Légion étrangère (13e DBLE). Au sein de cette unité, René Mondenx participe à la campagne d'Érythrée au début de l'année 1941 puis, en juin de la même année, à la campagne de Syrie à l'issue de laquelle il est promu sergent-chef.
Il est ensuite engagé dans la guerre du désert et combat en Égypte et en Libye lors de la bataille de Bir Hakeim au cours de laquelle il s'illustre en détruisant plusieurs chars ennemis. Après avoir suivi des cours d'aspirant et obtenu un brevet de chef de section, il est promu adjudant en octobre 1943 puis participe à la campagne d'Italie d'avril à août 1944. Le 17 août 1944, il participe au débarquement de Provence et prend part à la Libération de la France. Suivant l'avancée de la 1re division française libre à laquelle la 13e DBLE est subordonnée, il remonte la vallée du Rhône et prend part à la bataille d'Alsace puis, après sa promotion au grade d'adjudant-chef en février 1945, aux combats du massif de l'Authion.

### Après-Guerre
Démobilisé après le conflit mais désireux de rester militaire, il se réengage en 1947 et prend part à la guerre d'Indochine au cours de laquelle il est blessé par des éclats de mine en 1949. Il participe ensuite à la guerre d'Algérie à l'issue de laquelle il quitte l'armée et reste dans ce pays. Installé à Oran en 1956, il devient cadre dans une compagnie immobilière. En 1962, il revient en France et occupe également un poste de cadre à la Société centrale immobilière de Paris.
René Mondenx meurt le 12 juin 1971 à Bergerac, en Dordogne et est inhumé au cimetière de Pessac, en Gironde.

## Décorations
|  |  |  |  |  |  |
|  |  |  |  |  |  |
|  |  |  |  |  |  |
|  |  |  |  |  |  |

| Chevalier de la Légion d'honneur                                     | Chevalier de la Légion d'honneur                                     | Chevalier de la Légion d'honneur                                     | Compagnon de la Libération Par décret du 17 novembre 1945            | Compagnon de la Libération Par décret du 17 novembre 1945            | Compagnon de la Libération Par décret du 17 novembre 1945            | Médaille militaire                                      | Médaille militaire                                      | Médaille militaire                                      |                                         |                                         |                                         |
| Croix de guerre 1939-1945                                            | Croix de guerre 1939-1945                                            | Croix de guerre 1939-1945                                            | Croix de guerre des Théâtres d'opérations extérieurs                 | Croix de guerre des Théâtres d'opérations extérieurs                 | Croix de guerre des Théâtres d'opérations extérieurs                 | Médaille des blessés de guerre                          | Médaille des blessés de guerre                          | Médaille des blessés de guerre                          |                                         |                                         |                                         |
| Croix du combattant volontaire Avec agrafe "Guerre 1939-1945"        | Croix du combattant volontaire Avec agrafe "Guerre 1939-1945"        | Croix du combattant volontaire Avec agrafe "Guerre 1939-1945"        | Médaille coloniale                                                   | Médaille coloniale                                                   | Médaille coloniale                                                   | Médaille commémorative française de la guerre 1939-1945 | Médaille commémorative française de la guerre 1939-1945 | Médaille commémorative française de la guerre 1939-1945 |                                         |                                         |                                         |
| Médaille commémorative des services volontaires dans la France libre | Médaille commémorative des services volontaires dans la France libre | Médaille commémorative des services volontaires dans la France libre | Médaille commémorative des services volontaires dans la France libre | Médaille commémorative des services volontaires dans la France libre | Médaille commémorative des services volontaires dans la France libre | Médaille commémorative de Syrie-Cilicie                 | Médaille commémorative de Syrie-Cilicie                 | Médaille commémorative de Syrie-Cilicie                 | Médaille commémorative de Syrie-Cilicie | Médaille commémorative de Syrie-Cilicie | Médaille commémorative de Syrie-Cilicie |